# Qalat

Furstendömet Qalats flagga

Qalat eller Kalat (urdu: قلات) var en vasallstat i Brittiska Indien och är nu en del av Baluchistan i Pakistan.